# Wilmar International
Wilmar International Limited es uno de los principales grupos agrícolas de Asia y el mayor procesador y distribuidor de aceite de palma y aceite láurico del mundo. Wilmar es uno de los mayores grupos de plantación de aceite de palma en Malasia e Indonesia.
La empresa se fundó en 1991 y tiene su sede en Singapur. Su volumen de negocios en el año fiscal 2015 ascendió a 38.800 millones de dólares. La empresa figura entre las mayores empresas cotizadas por capitalización bursátil en la Bolsa de Singapur (SGX), siendo la segunda mayor en septiembre de 2010. Wilmar es uno de los mayores propietarios de plantaciones de palma de aceite del mundo, con una superficie total plantada de 231.697 hectáreas (ha) a 31 de diciembre de 2022.
Las actividades de Wilmar incluyen el cultivo de la palma aceitera, la trituración del aceite de palma, el refinado de aceites comestibles, la transformación y distribución de aceites comestibles de consumo, las grasas especiales, los productos oleoquímicos, el biodiésel, la fabricación de fertilizantes y proteínas de soja, la molienda de arroz y harina y la transformación de cereales.
Wilmar es miembro de la Mesa Redonda sobre Aceite de Palma Sostenible (RSPO) desde 2005. La RSPO está formada por fabricantes, así como mayoristas y minoristas de la industria del aceite de palma, y se fundó para establecer normas mundiales para un aceite de palma sostenible y respetuoso con el medio ambiente. En 2011, todos los centros de producción y las plantaciones de Wilmar en Malasia obtuvieron el certificado RSPO, que expide TüV-Rheinland, que admite haber realizado informes de favoritismo para Wilmar.
Wilmar International fue incluida en 2020 en los Índices de Sostenibilidad Dow Jones (DJSI) dentro del Índice Asia-Pacífico para la industria de la Alimentación, Bebidas y Tabaco.
Ese mismo año, en abril, Wilmar International dimitió del grupo directivo del Enfoque de Altas Reservas de Carbono (HCSA, por sus siglas en inglés), un mecanismo ampliamente respaldado para distinguir las zonas forestales que deben protegerse de las zonas degradadas que pueden desarrollarse.